# Timarcha crassaticollis
Timarcha crassaticollis  (лат.) — вид жуков из подсемейства хризомелин семейства листоедов.

## Распространение
Встречается в Алжире.